# Pat Nixon
Thelma Catherine Nixon, detta Pat e nata Ryan (Ely, 16 marzo 1912 – Park Ridge, 22 giugno 1993), è stata una first lady statunitense, moglie di Richard Nixon, 37° Presidente degli Stati Uniti d'America.

## Biografia
Figlia di William M. Ryan Sr., marinaio, minatore e imprenditore agricolo di origine irlandese, e di Katerine Halberstadt, di origine tedesca, era originaria del Nevada, ma crebbe a Los Angeles. La Nixon frequentò la University of Southern California, pagandosi gli studi con lavori saltuari come dattilografa e commessa. Sua madre morì di cancro nel 1924.
Il 21 giugno 1940 sposò l'avvocato Richard Nixon e da allora sostenne tutte le sue campagne elettorali. Il nome "Pat" era un vezzeggiativo datole dal padre, poiché la piccola nacque il giorno prima della festa di san Patrizio e la famiglia era di origini irlandesi. La stessa Nixon, dovendo iscriversi al college, si presentò con il nome di Patricia, benché il cambio di nome non fosse un'azione legale.
Ebbe due figlie, Tricia (nata nel 1946) e Julie (nata nel 1948).
Divenuta first lady, Pat Nixon si conquistò la stima degli elettori, svolgendo attività di volontariato e promuovendo enti benefici. La Nixon divenne inoltre la first lady più "viaggiatrice" (in seguito superata da Hillary Rodham Clinton), avendo visitato 80 nazioni ed essendo stata la prima ad entrare in una zona di guerra. Nonostante il consenso popolare suo e di suo marito, però, la Nixon terminò ben presto il suo secondo mandato quando il presidente Nixon rassegnò le dimissioni in seguito allo scandalo Watergate. Da quel momento le sue apparizioni pubbliche si diradarono; tornò in California e poi si trasferì nel New Jersey. Ebbe due ictus, nel 1976 e nel 1983, e all'inizio degli anni novanta le fu diagnosticato un tumore al polmone. Morì nel 1993 all'età di 81 anni. Sulla sua lapide fu inciso il nome "Patricia Nixon" e l'epitaffio reca scritto: "Anche quando le persone non parlano la tua lingua, possono dire se hai amore nel tuo cuore".

## Galleria d'immagini

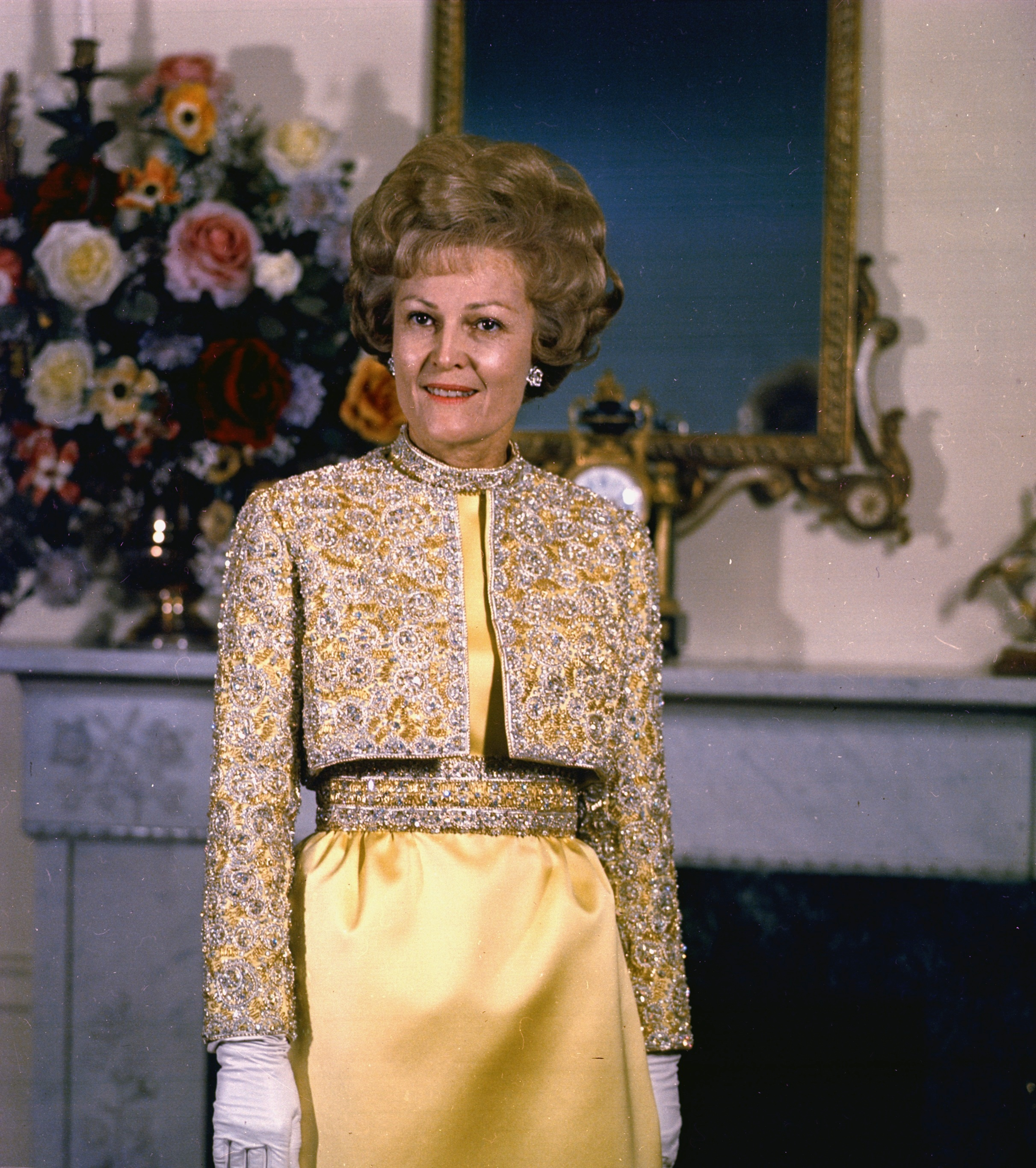
Pat Nixon nel 1970
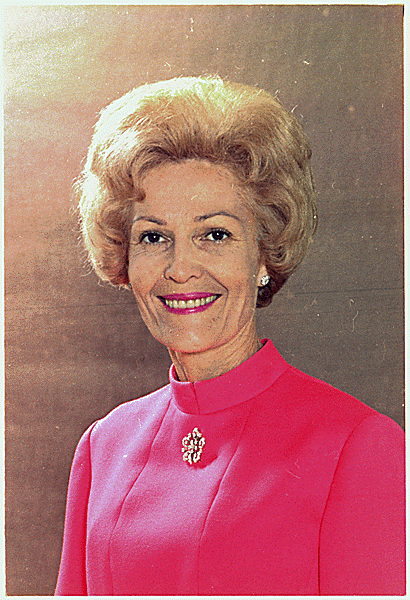
Ritratto di Pat Nixon
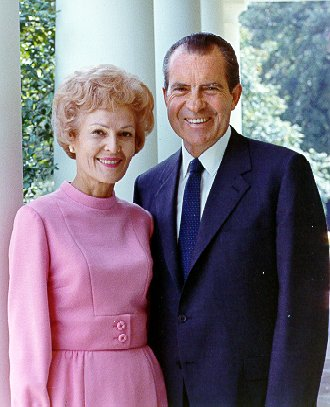
I coniugi Nixon
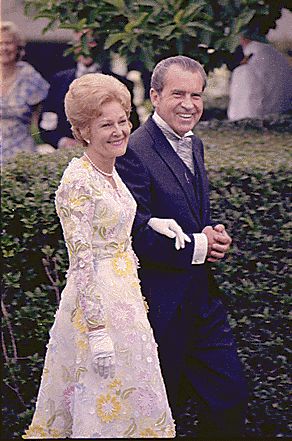
I Nixon al matrimonio della figlia Tricia